# Lijst van attracties in Duinrell
Deze pagina bevat een lijst van attracties in het Nederlandse attractiepark Duinrell.
| Naam                                                                                                 | Type                                                                    | Opening | Afbeelding |
| --- | ----------------------------------------------------------------------- | ------- | ---------- |
| Arcade                                                                                               | Speelhal                                                                | 2023    |            |
| Aqua Shute                                                                                           | Waterglijbaan                                                           | 1990    |            |
| Aqua Swing                                                                                           | Zweefmolen                                                              | 1989    |            |
| Ballenzee                                                                                            | Ballenbak                                                               |         |            |
| Botsauto's                                                                                           | Autoscooter                                                             | 2020    |            |
| Botsbootjes                                                                                          | Botsbootjes                                                             |         |            |
| Carrousel                                                                                            | Draaimolen                                                              | 1984    |            |
| De Oude Lijnbaan                                                                                     | Rondrit (oldtimers)                                                     | 2023    |            |
| Dragonfly                                                                                            | Stalen achtbaan                                                         | 2012    |            |
| Falcon                                                                                               | Stalen achtbaan                                                         | 2009    |            |
| Kaars (Rick's Avonturenburcht)                                                                       | Toren                                                                   | 2004    |            |
| Katapults                                                                                            | Nautic Jet                                                              | 1999    |            |
| Kikkerachtbaan                                                                                       | Stalen achtbaan                                                         | 1985    |            |
| Kikkerrad                                                                                            | Reuzenrad                                                               | 1992    |            |
| Locomotion                                                                                           | Rondrit                                                                 | 2000    |            |
| Mad Mill                                                                                             | Frisbee                                                                 | 2001    |            |
| Midgetgolf                                                                                           | Midgetgolf                                                              |         |            |
| Minicars                                                                                             | Autoscooters                                                            |         |            |
| Mini Carrousel                                                                                       | Draaimolen                                                              |         |            |
| Minitrein                                                                                            | Rondrit                                                                 |         |            |
| Monorail (Rick's Avonturenburcht)                                                                    | Monorail, Rondrit                                                       |         |            |
| Niagara Superroetsj                                                                                  | Glijbaan                                                                |         |            |
| Play & Win                                                                                           | Kermisspelen                                                            |         |            |
| Rick's Avonturenburcht - Rick's Huis                                                                 | Themagebied met attracties en evenementen. O.a. Ontmoeting parkmascotte | 2004    |            |
| Indoorspeeltuin Rick's Fun Factory                                                                   | Overdekte speeltuin                                                     | 2001    |            |
| Rodelbaan                                                                                            | Rodelbaan                                                               | 1984    |            |
| Schaduwhuis                                                                                          | Walkthrough                                                             |         |            |
| Schip Ahoi                                                                                           | Schommelschip                                                           | 2004    |            |
| Shooting Gallery                                                                                     | Schiettent                                                              |         |            |
| Splash                                                                                               | Shoot-the-Chute                                                         | 1992    |            |
| Speeltuinen: - Kidskasteel - Klimketting - Glijbaantoren - Trampolines - Playfountain - Wauwels Nest | Speeltuin                                                               |         |            |
| Swingwheels                                                                                          | Mini-karretjes                                                          |         |            |
| Tobbedanser                                                                                          | Theekopjesattractie                                                     | 2024    |            |
| Uitkijktoren                                                                                         | Uitkijktoren                                                            |         |            |
| Verkeerstuin                                                                                         | Skelterparcours                                                         |         |            |
| Vlot                                                                                                 | Vlot met touw                                                           |         |            |
| Waterspin                                                                                            | Topspin                                                                 | 1996    |            |
| Wild Wings                                                                                           | Sky Fly                                                                 | 2016    |            |
| Wonderland                                                                                           | Walkthrough                                                             |         |            |

## Shows
| Naam                | soort                       | Opening | Afbeelding |
| ------------------- | --------------------------- | ------- | ---------- |
| Play Kwek Show      | Animatronicsshow            | 1988    |            |
| Kwakus Kwebbel Show | Animatronicsshow            | 1988    |            |
| Zomertheater        | Liveshows (in zomerseizoen) | 1984    |            |
| Rick's Gallery      | Animatronicsshow            | 2004    |            |

## Verwijderde Attracties
| Naam               | soort             | Bouwjaar | Afbraak | Afbeelding |
| ------------------ | ----------------- | -------- | ------- | ---------- |
| Rembrandt Theater  |                   |          |         |            |
| Batflyer           | Hangende achtbaan | 1997     | 2002    |            |
| Bumperfrogs        | botsauto's        | 1990     | 2019    |            |
| Kolder Zolder Show | Animatronicsshow  | 1983     | 1998    |            |
| Skivalley          | Skibaan           |          |         |            |
| Kikkershow         | Animatronicsshow  | 1979     | 1990    |            |
| Insectenshow       | Animatronicsshow  | 1981     | 1988    |            |
| Waterspeeltuin     | Waterspeeltuin    |          |         |            |

Afbeeldingen · Lijst van attracties